# Jardin botanique de Paris
Le Jardin botanique de Paris est un ensemble de quatre jardins dont deux sont situés dans le bois de Boulogne (le parc de Bagatelle et le jardin des serres d'Auteuil) et deux autres dans le bois de Vincennes (l'arboretum de Paris et le parc floral de Paris).
Sur 70 hectares de jardins, plus de 15 000 espèces et variétés de plantes sont gérés par la Direction des Espaces verts et de l’Environnement de la Mairie de Paris.
Outre leurs missions de conservation des végétaux et d’éducation à la botanique, les collections du Jardin botanique sont également un outil de la politique de développement durable de la ville de Paris et servent de support à des programmes de recherche sur le changement climatique, la conservation de la biodiversité, la classification des plantes et la connaissance de leur biologie.

Le Jardin botanique de Paris, dont les plantes sont produites par le Centre horticole de la Ville de Paris, est agréé par la Charte des Jardins botaniques de France et des pays francophones.